# 層序単元
層序単元（英語: stratigraphic unit）とは、共通する特徴をもつ岩石や地層のまとまりのことである。

## 岩相層序単元
岩相層序単元（lithostratigraphic unit）では、岩相によって区別され、層序単元として、単層・部層・層・層群が挙げられる。

### 単層
単層（bed）は、層理面で区別される地層である。野外において他と区別して認識できる最小の集合で、岩相層序単元のうち最小の単位である。

### 部層
部層（member）は、共通する岩相をもつ単層の集合である。

### 層
層（累層とも。formation）は、岩相層序単元の基本単位である。地質図で表現される最小の地層の単位である。

### 層群
層群（group）は、複数の層の集合である。

## 生層序単元
生層序単元（biostratigraphic unit）は、化石によって区分され、化石帯が層序単元である。
化石帯には、区間帯（range zone）、間隙帯（interval zone）、系列帯（lineage zones）、群集帯（assemblage zone）、多産帯（abundance zone）の5つが挙げられる。